# سوزان هوبارد
سوزان هوبارد (بالإنجليزية: Susan Hubbard)‏‏ (6 سبتمبر 1951 في سيراكيوز، نيويورك - )؛ روائية، وكاتِبة من الولايات المتحدة.